# 清華大學蒙民偉理科館

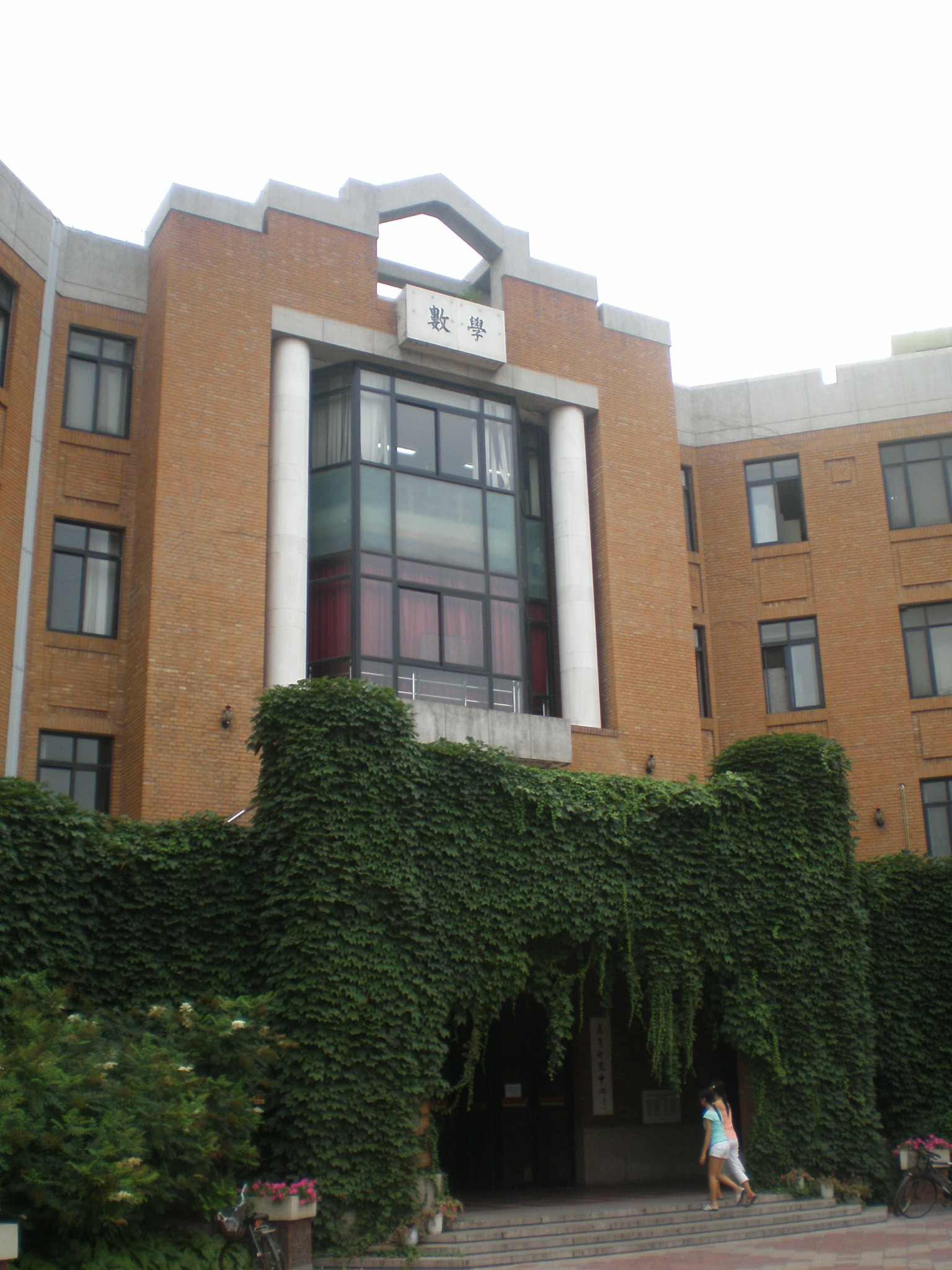
清華大學數學樓

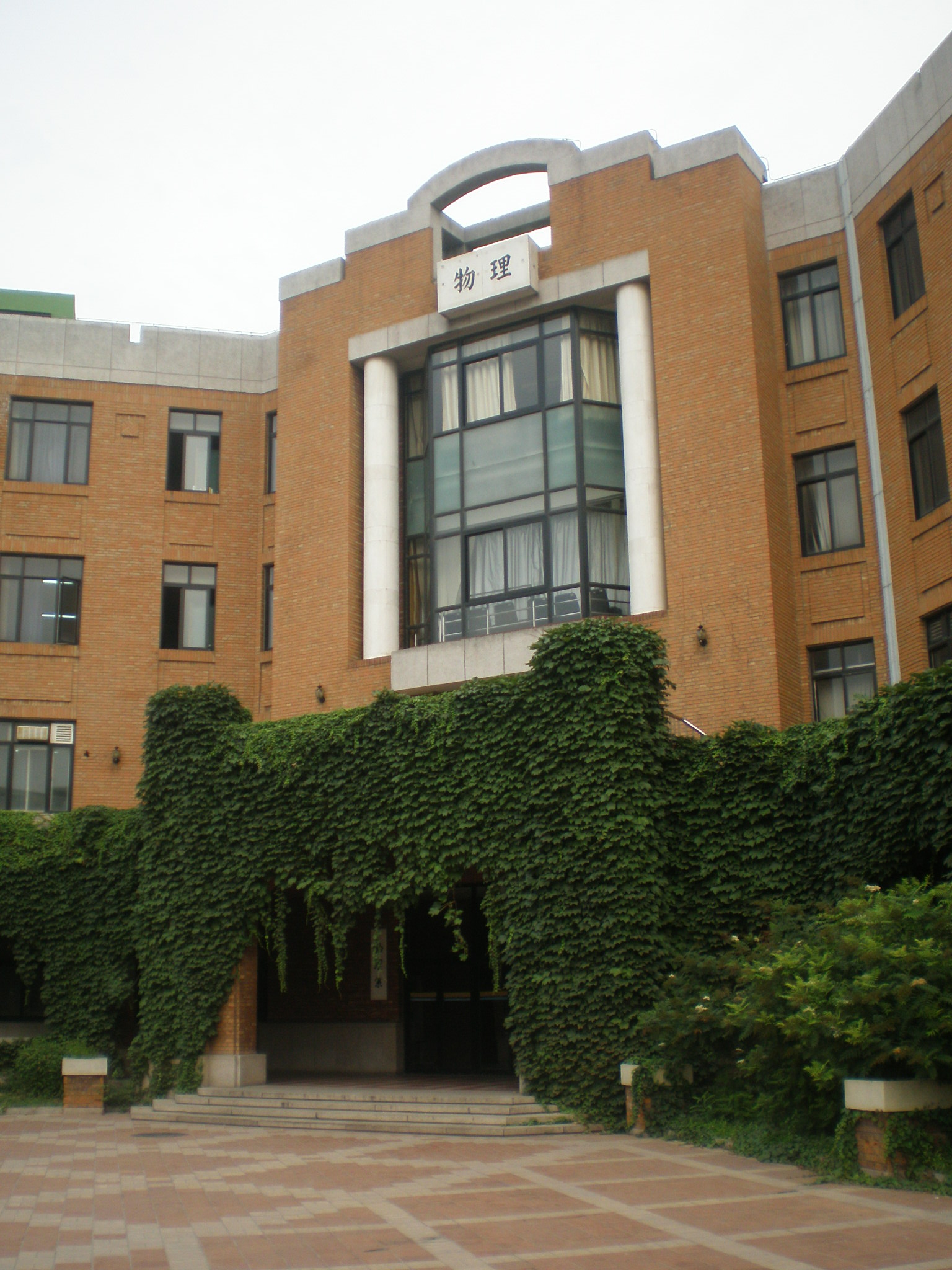
清華大學物理樓

清華大學蒙民偉理科館（Math & Physics Building）是清華大學物理系與數學系的系館。理科樓位於清華大學校園西北門附近，建於1996年至1998年之間，建築面積15147平方公尺、占地27000平方公尺，工程投資4300萬人民幣，其中由校友蒙民偉捐贈2000萬，該樓因此冠名蒙民偉理科館。
理科館是「理學院建築群」的主體建築，南臨生物館、氣象台、北臨化學館、西傍醫科樓、東與西區體育館比鄰。

## 建築設計
理科館主要由中国工程院院士关肇邺負責设计，設計中，與周圍早期建築保持互相呼應，形成良好的空間節奏。理科館整體採用西洋古典建築形式、清水磚牆，建築為「ㄩ」字型平面布局，開口朝向北側，並與一字型化學館圍成一個中心下沉廣場。理科館西南角設有八角形報告廳，與生命科學館八角形門樓、八角形氣象台相互呼應。

## 得獎
理科館獲得許多建築工程設計獎。包含：中國第9屆優秀工程設計銅獎、建設部2000年度部級城鄉建設優秀勘察設計二等獎、2000年教育部優秀設計二等獎。1999年，理科館與偉倫館共同獲得中國建築工程最高獎魯班獎。

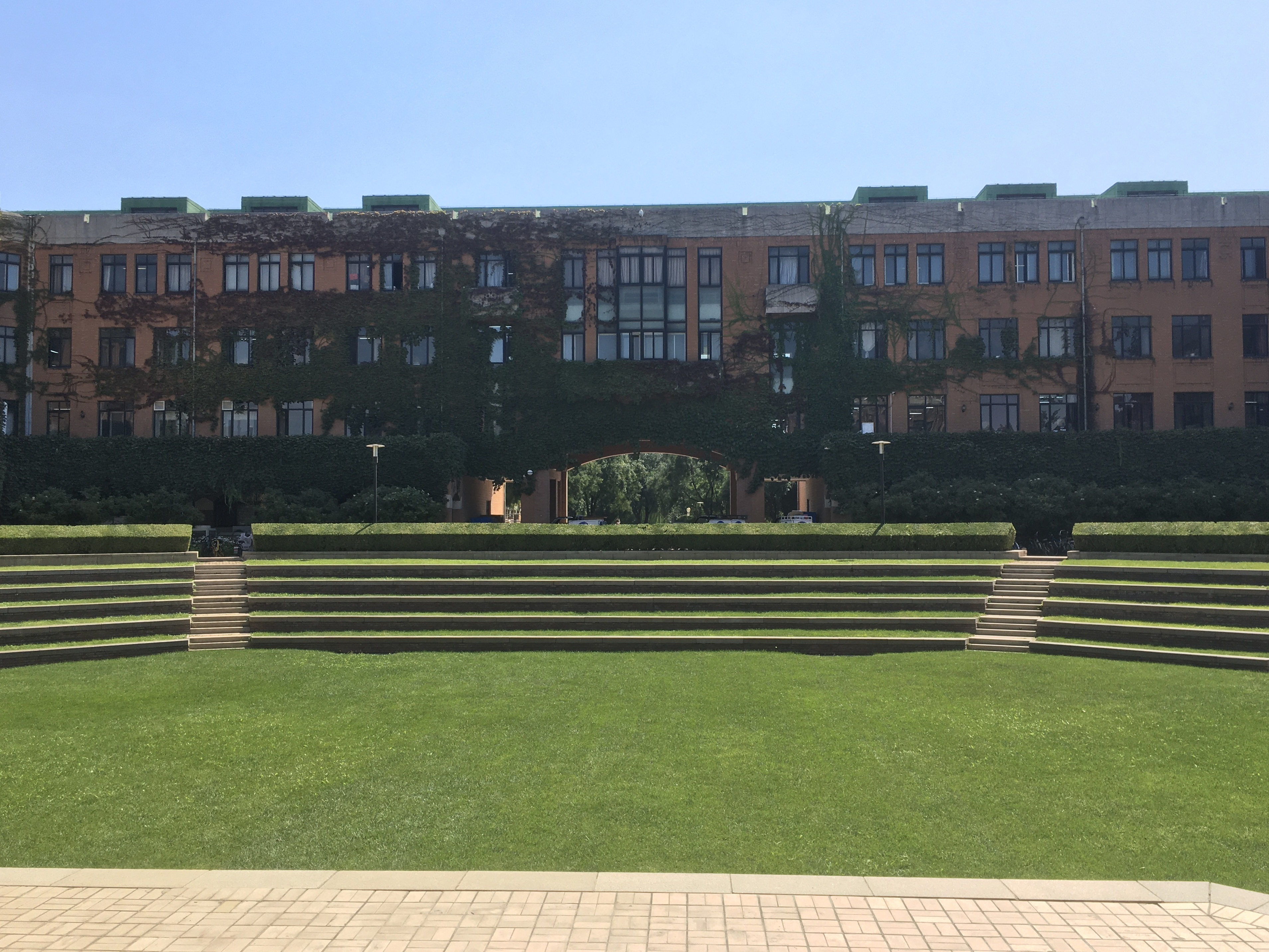
清華大學理科樓